# Hôpital Clemenceau
Cet article court présente un sujet plus développé dans : Centre hospitalier régional universitaire de Caen.
L'hôpital Georges-Clemenceau de Caen est un établissement hospitalier de Caen inauguré en 1908 par Georges Clemenceau. Situé à l’écart du centre-ville ancien de Caen sur la route de Ouistreham et conçu selon le modèle pavillonnaire, il remplace l'Hôtel-Dieu de Caen, alors installé dans l'ancienne abbaye aux Dames. Devenu centre hospitalier régional en 1945, c'était l'un des sites principaux du centre hospitalier régional universitaire de Caen.

## Histoire
Le 14 mai 1897, la commission administrative des Hospices civils de Caen vote le principe de la désaffectation de l'hospice Saint-Louis, situé sur l'île Saint-Jean, et la construction d'un nouvel hôpital pour remplacer l'Hôtel-Dieu de Caen situé dans l'abbaye aux Dames. Le Clos de Vaubenard, situé entre la rue de la Masse, la rue des Cultures et la route de Ouistreham est choisi pour construire ce nouvel équipement.
L’hôpital est construit par Charles-Prosper Vaussy sur le modèle établi par Casimir Tollet. Le manoir de Vaubenard est conservé mais les dépendances du manoir sont alors détruites,. Le corps de logis principal du manoir est alors utilisé comme buanderie. Il est inauguré le 26 juillet 1908 en la présence du président du conseil, Georges Clemenceau.
De 1925 à 1973, le pavillon 2 a accueilli le centre anticancéreux de Caen (actuel centre François-Baclesse). En 1960, dans l'ancienne glacière souterraine de l'Hôtel-Dieu située dans l'actuel parc Michel-d'Ornano, une bombe au cobalt est installée. L'épaisse carapace de terre qui la recouvrait assurait une bonne étanchéité nécessaire à la radioprotection.
Dans l'enceinte de l'hôpital, se trouve le manoir du Vaubenard du XVIe et XVIIe siècles, ancienne matelasserie, qui fait l'objet d'une inscription au titre des Monuments historiques.
En décembre 2005, un nouveau bâtiment polyvalent accueillant les services de pédiatrie et de pédopsychiatrie est ouvert.
L'activité médicale sur le site est progressivement réduite à partir de la fin des années 2000 au profit du plateau Côte de Nacre :
- en décembre 2009, déménagement des activités du pôle Femme-Enfant et du service d'hématologie vers l'hôpital Femme-Enfant-Hématologie ;
- en mai 2015, déménagement du service de dermatologie ;
- en juin 2015, déménagement du service de néphrologie-hémodialyse ;
- en mars 2017, déménagement de la direction du système d'information[10].

En 2020, ouvre un nouveau service de 45 lits de soins de suite et de réadaptation dans le cadre d’un partenariat avec la Fondation hospitalière de la Miséricorde.
Début 2023, l'activité médicale sur le site est la suivante :
- Centre d'évaluation et de traitement de la douleur ;
- Psychiatrie de l'enfant et de l'adolescent ;
- Centre Ressources Autisme (CRA) ;
- Centre de Référence des Troubles du Langage et des Apprentissages (CRTLA) ;
- Centre de Diagnostic et d'Orientation de la Surdité (CDOS) ;
- Unité d'Exploration et de Traitement des Troubles du Sommeil ;
- Addictologie ;
- Unité de coordination de tabacologie ;
- Médecine Générale ;
- Médecine du travail et pathologie professionnelle.

À l'emplacement de l'hôpital, doit être créé un nouveau quartier appelé « Coteaux de l'Abbaye » où doivent se côtoyer des habitations (42 500 m2 de logements, soit environ 600 logements), des services (500 m2) et des activités (5 000 m2 de tertiaires). Quelques bâtiments de l'hôpital sont conservés (la chapelle et les bâtiments l'environnant, le manoir, les pavillons d’entrée, la maison du jardinier). Les travaux commencent fin octobre 2021 (premier chantier de désamiantage). Plusieurs voies sont dénommées en référence à l'activité hospitalière :
- allée du 26-juillet-1908, date de l'inauguration de l'hôpital Clemenceau ;
- allée de la Maternité ;
- allée Marguerite-Saulé, première directrice de l'école d'infirmière[14].

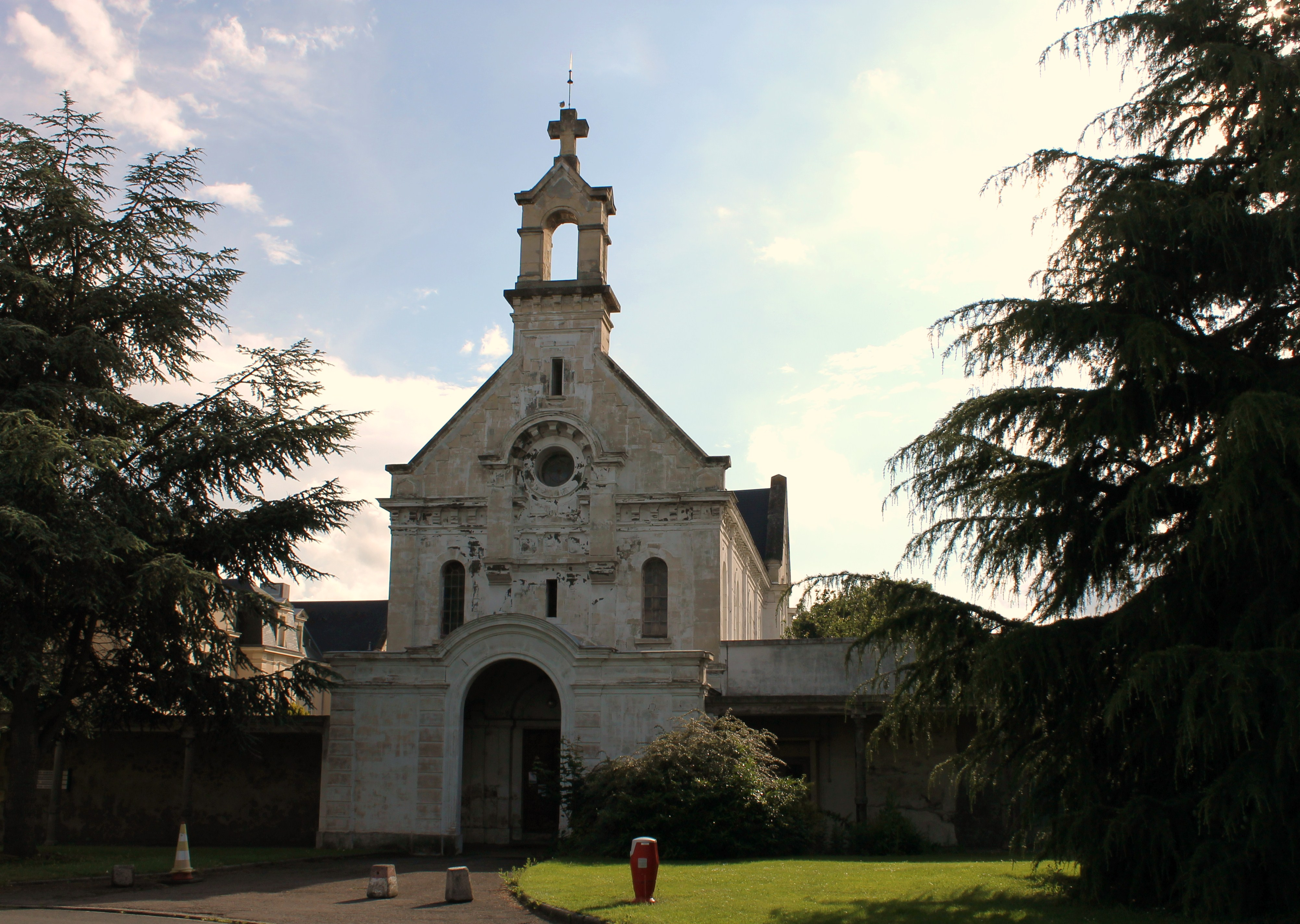
La chapelle de l’hôpital Clemenceau.
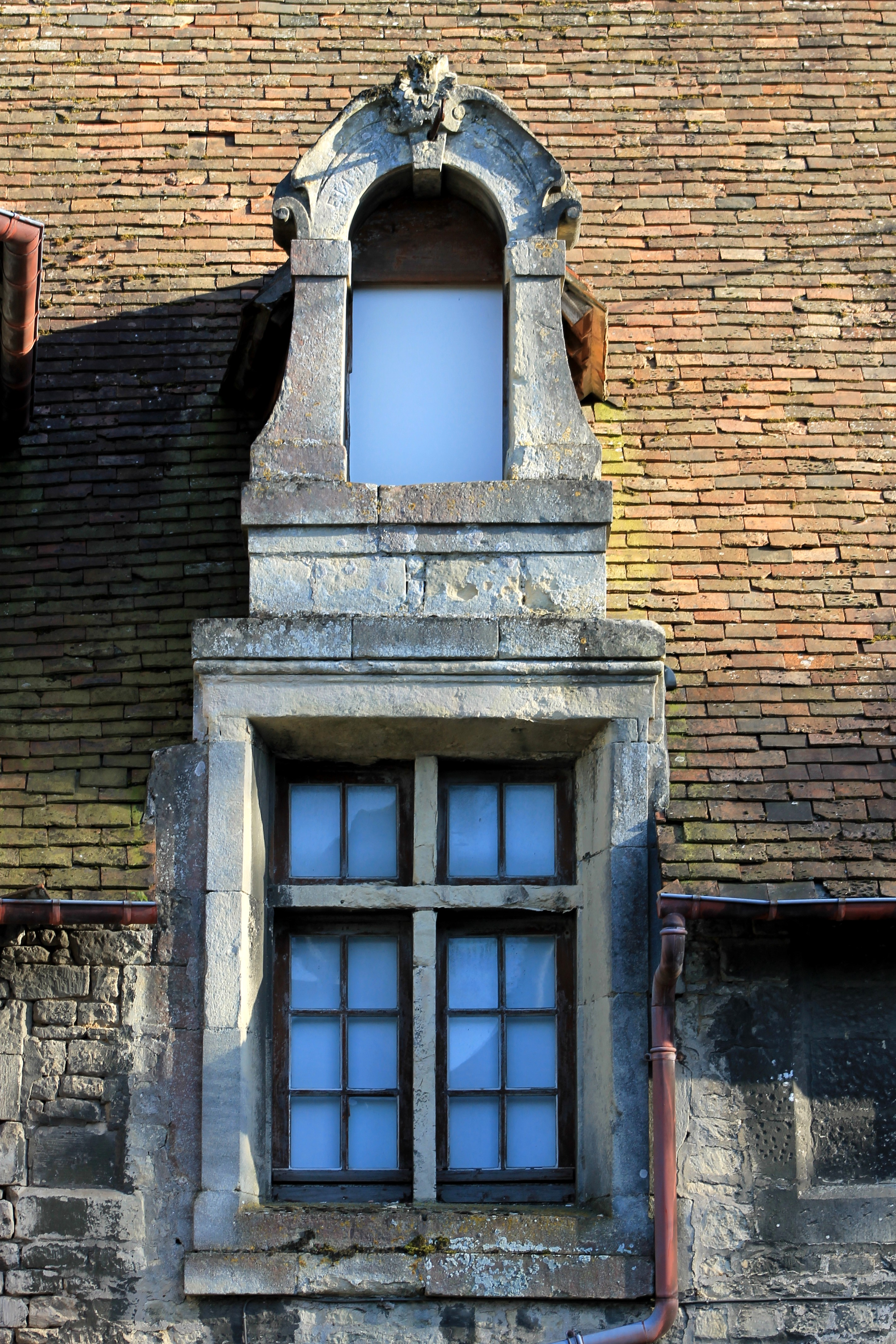
Le manoir du Vaubenard,